# (473011) 2015 HC42
(473011) 2015 HC42 es un asteroide perteneciente al cinturón de asteroides, descubierto el 10 de diciembre de 2006 por el equipo del Spacewatch desde el Observatorio Nacional de Kitt Peak, Arizona, Estados Unidos.

## Designación y nombre
Designado provisionalmente como 2015 HC42.

## Características orbitales
2015 HC42 está situado a una distancia media del Sol de 2,362 ua, pudiendo alejarse hasta 2,686 ua y acercarse hasta 2,038 ua. Su excentricidad es 0,137 y la inclinación orbital 2,301 grados. Emplea 1326 días en completar una órbita alrededor del Sol.

## Características físicas
La magnitud absoluta de 2015 HC42 es 17,7.